# Radziwiłł
Radziwiłł (polj.: Radziwiłłowie, lit.: Radvila, bjelorus.: Радзівіл, Radzivił, njem.: Radziwill, lat.: Radvil), plemićka je loza litavskoga podrijetla.
Ova plemićka loza potječe od Kristinasa Astikasa, bliskoga suradnika litvanskoga vladara Vitolda. Bili su vrlo ugledni stoljećima, prvo u Velikoj Kneževini Litvi, a kasnije u Poljsko-Litvanskoj Uniji i Kraljevini Pruskoj. Iz ove loze potječu stotine osoba značajnih za litvansku, bjelorusku, poljsku, njemačku (prusku posebno) i opću europsku povijest i kulturu, među kojima su vojvode, kardinali, maršali, senatori, umjetnici i dr. Plemićka loza Radziwiłł dobila je titulu kneževa Svetoga Rimskoga Carstva (lit.: Kunigaikštis, polj.: książę, bjelorus.: князь, kniaź). Krilatica loze je: »Bog nas savjetuje«. Imali su veliki politički utjecaj i veliko bogatstvo od XV. stoljeća do početka Drugoga svjetskoga rata. Sudjelovali su u mnogim bitkama i ratovima, među kojima u Litvanskom građanskom ratu 1697. – 1702.
Niz dvoraca na području Bjelorusije koji su bili u vlasništvu loze između XVI. stoljeća i 1939. godine proglašeno je UNESCO-ovom svjetskom baštinom.
Bjelorusija, Finska, Litva, Poljska, Rusija i Ukrajina zajedno su predložili arhive loze Radziwiłł za upis u UNESCO-ov Registar dokumenata svjetske važnosti te su i upisani u Registar 2009. godine.

## Galerija
- Dvorci plemićke loze Radziwiłł
- Dvorac Biržai
- Dvorac Olyka
- Dvorac Mir
- Dvorac Lubcza
- Nesviški dvorac